# سنجوه
سنجوه، روستایی است از توابع بخش مرکزی و در شهرستان سردشت استان آذربایجان غربی ایران.

## جمعیت
این روستا در دهستان آلان قرار داشته و بر اساس سرشماری سال ۱۳۹۵ جمعیت آن ۴۰۳ نفر (۹۰ خانوار)
بوده‌است.